# 152336 Nicolecarr
152336 Nicolecarr è un asteroide della fascia principale esterna. Scoperto nel 2005, presenta un'orbita caratterizzata da un semiasse maggiore pari a 3,240568 UA e da un'eccentricità di 0,040228, inclinata di 14,595740° rispetto all'eclittica. Ha un diametro di 7,794 km.